# Excursió
Una  excursió  és un recorregut o travessia, generalment a peu, que té un o més fins, que poden ser: científics, culturals, esportius, educatius, militars, recreatius o turístics amb fins recreatius i esportius a zones naturals o rurals. Se'l coneix com a excursionisme. La persona aficionada a aquestes activitats se l'anomena excursionista.
També s'anomena excursionistes els que realitzen recorreguts turístics i culturals.

## Excursions escolars

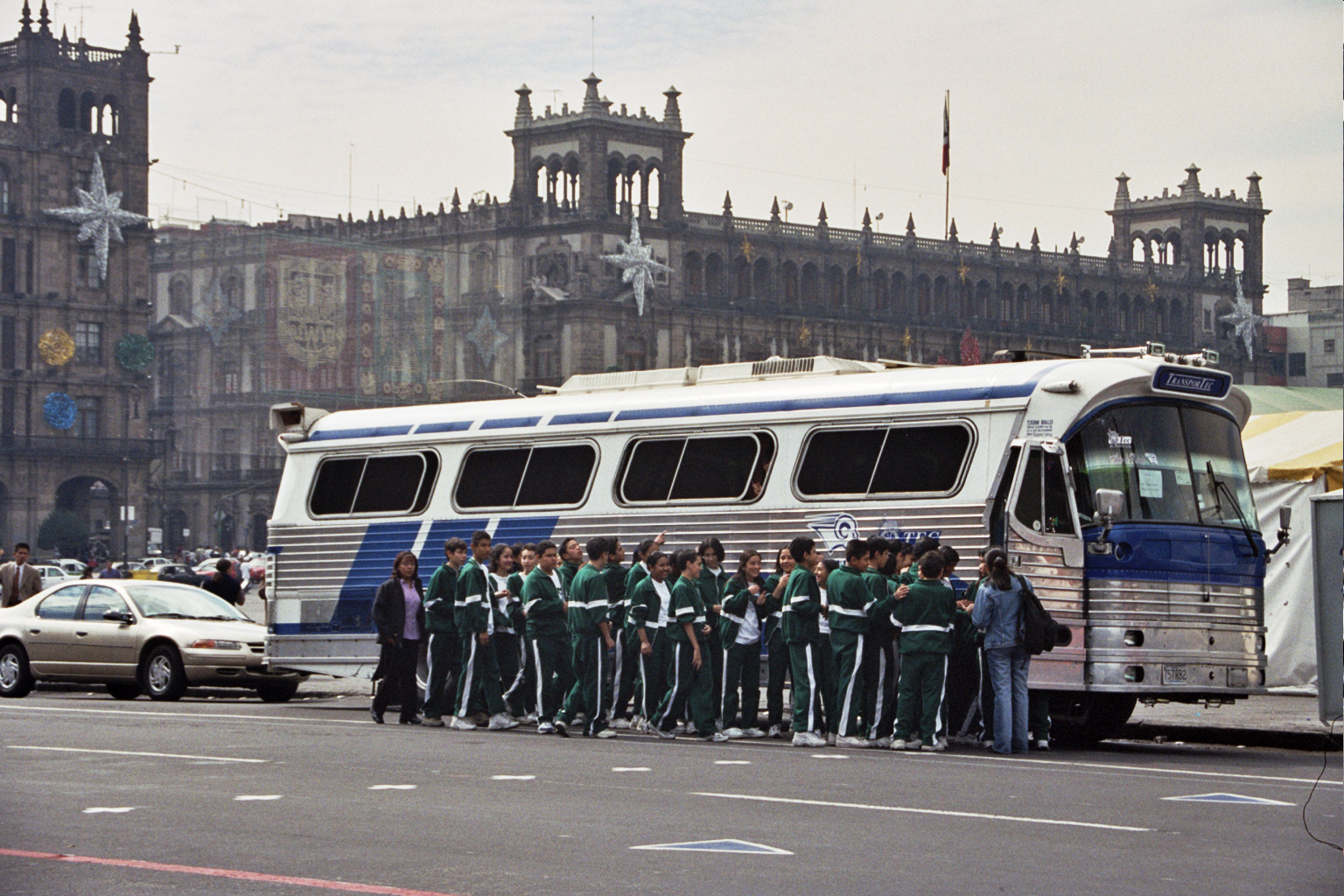
Excursió d'estudiants al centre històric de Mèxic

Les excursions són una pràctica habitual d'escoles i col·legis. Es tracta d'un procediment que a més de ser educatiu i instructiu, pot fer que els alumnes exercitin les seves energies físiques i juguin mentre respiren aire pur.
Les excursions consisteixen en passeigs i viatges més o menys curts en què els mestres porten als seus alumnes a que vegin les feines del camp, els terrenys i els seus productes, les fàbriques, monuments i establiments que puguin servir a la cultura dels nens però sobre el terreny, d'una manera intuïtiva. Les excursions es presten a l'ensenyament de gran part de les assignatures que s'imparteixen a l'escola: Geografia, Art, Història, Ciències socials, Geologia, Mineralogia, Biologia (Botànica i Zoologia), etc.
El que principalment caracteritza les excursions és ser un mitjà d'ensenyament actiu, real i viu. El que els nens aprenen en aquestes excursions ho aprenen de forma pràctica i, a més de veure l'entorn, recullen fruits o plantes, comparen, classifiquen, etc.
Algunes recomanacions són:
- El mestre necessita preparar el recorregut per endavant, conèixer bé els punts que han de visitar i les matèries que s'han de tractar així com l'itinerari, les despeses que ocasioni i que pugui contribuir al millor i més profitós resultat d'ella.
- En realitzar excursions escolars és recomanable que el nombre d'alumnes no sigui molt nombrós i que el mestre vagi acompanyat d'una persona que l'auxiliï.
- Quan es tracti d'un viatge sempre es comptarà amb el consentiment de progenitors o tutors.
- Tota excursió de caràcter instructiu ha de tenir un objecte definit sobre el qual versarà tot el que s'hi digui als nens.
- Sempre que l'assumpte ho consenti, s'ocuparà als nens en exercicis pràctics com a mesurament del terreny, recollida de minerals, recerca de plantes o formació de col·leccions.
- L'endemà de l'excursió el mestre ha de tractar la mateixa a classe i que algun dels alumnes excursionistes faci un resum d'ella per tal d'augmentar i afirmar el que han après, rectificar judicis, etc. i assabentar als altres alumnes sense perjudici de la redacció escrita que facin tots ells.